# Papaipema nelita
Papaipema nelita é uma espécie de mariposa da família Noctuidae. Pode ser encontrada na América do Norte.
O número MONA ou Hodges para Papaipema nelita é 9502.